# Ajkay Pál
Ajkay Pál (ajkai) (? (Vas megye), 1772. – Kispős, 1845. november 1.) Vas megyei táblabíró, az első magyar nyelvű színielőadást megvalósító Soproni Magyar Társaság tagja. A társaság által létrehozott könyvtárat könyvek adományozásával segítette.
A Névtelen szerető című, eredetileg német nyelvű ötfelvonásos vígjáték fordítója. A darabot 1794. október 6-án és november 14-én adták elő Pesten.
1793-as megjegyzése pesszimista hangú: „Édes az élet! keserüvel magunk vegyétjük: eggyikünk a Dozist kettőssen, a másikunk hármossan veszi, néha más is hint belé.”, de  1794 március 14-i levele diáktársához mégis dévaj hangú. A levelet a címzett Ihász Imre feljegyezte, és a Soproni Szemle az 1942. VI. évfolyam 1. számában csaknem teljes terjedelmében közölte az egykori víg soproni diákélet jellegzetes darabjaként.